# Náhlá příhoda břišní
Termínem náhlá příhoda břišní (NPB, též „akutní břicho“) se označuje náhlá, vážná bolest břicha trvající méně než 24 hodin. V mnoha případech vyžaduje urgentní specifické diagnostikování a často také chirurgickou léčbu.

## Příčiny
Příčiny náhlé příhody břišní můžeme dělit na:
- neúrazové (ileus, zánětlivé, perforační a v důsledku prudkého krvácení)
  1. akutní apendicitida
  2. akutní peptický vřed a jeho komplikace
  3. akutní cholecystitida
  4. akutní pankreatitida
  5. akutní intestinální ischemie
  6. diabetická ketoacidóza
  7. akutní divertikulitida
  8. mimoděložní těhotenství s tubální rupturou
  9. akutní peritonitida.
  10. perforace tračníku s volným vzduchem nebo střevním obsahem v dutině břišní
  11. akutní kolika močovodu
  12. zauzlení střev
  13. akutní pyelonefritida
- úrazové

## Peritonitida
Náhlá příhoda břišní se někdy používá i jako synonymum k peritonitidě. Není to tak úplně nekorektní, nicméně specifičtějším termínem je právě peritonitida, označující zánět pobřišnice (peritonea). Diagnostikuje se palpačně (pohmatem), a to jako bolest v okamžiku uvolnění tlaku (nikoli při jeho aplikaci). Peritonitida se může vyvinout v důsledku výše uvedených onemocnění, zejména apendicitidy a pankreatitidy.

## Akutní břišní ischemie
Cévní poruchy postihují mnohem častěji střevo tenké než tlusté. Tepenné zásobení zažívacího traktu probíhá prostřednictvím horní a dolní mezenterické tepny (arteria mesenterica superior, arteria mesenterica inferior), které obě vycházejí přímo z břišní aorty.
Horní mezenterická tepna prokrvuje:
1. tenké střevo
2. vzestupný tračník a proximální dvě třetiny příčného tračníku

Dolní mezenterická tepna prokrvuje:
1. distální třetinu příčného tračníku
2. sestupný tračník
3. sigmoidní část střeva

Slezinné ohbí, čili spojení mezi příčným a sestupným tračníkem, je zásobeno z nejdistálnějších částí obou tepen, proto se označuje jako "rozvodí" neboli jako oblast zvláště citlivá na ischemii při systémové hypoperfuzi, například oběhovém šoku.
Náhlá příhoda břišní z ischemie je většinou způsobena:
1. Tromboembolismem z levého srdce, například při fibrilaci předsíní, který uzavře horní mezenterickou tepnu.
2. Neokluzivní ischemii, například při hypotenzi po srdečním selhání; obvykle ale vede k infarktu sliznice nebo stěny střeva, na rozdíl od transmurálního (celostěnového) infarktu vídaného při tromboembolu horní mezenterické tepny.
3. Primární trombózou mezenterické žíly, obvykle při hyperkoagulabilní stavech, jako je polycythemia vera.

Z klinického pohledu je u pacienta přítomna difuzní bolest břicha, roztažení střeva a krvavý průjem. Při fyzikálním vyšetření chybí střevní zvuky. Laboratorní testy odhalují neutrofilní leukocytózu, někdy s levým posunem, a zvýšenou hladinu sérové amylázy. Radiografie břicha ukáže mnoho hladin vzduch-tekutina a rozprostřený edém.
Akutní břišní ischemie je chirurgicky urgentní stav. Léčby typicky zahrnuje odstranění oblasti střeva, která podlehla infarktu, a následnou anastomózu zbývající zdravé tkáně.

## Postup při NPB
Přijímaní pacienti s vážnými bolestmi břicha by měli být vždy opakovaně vyšetřeni zkušeným chirurgem. Přínosné může být i vyšetřeni pomocí ultrazvuku, rentgenu a/nebo počítačová tomografie - CT břicha. Vyšetření mohou poskytnout diferenciální diagnózu mezi různými stupni závažnosti onemocnění. Mohou též zjistit, zda je potřeba chirurgický zákrok.
Též se provádí úplný krevní obraz pro zjištění charakteristických nálezů, například zvýšení hladiny bílých krvinek při zánětu slepého střeva - apendicitidě.
Tradičně se před klinickým vyšetřením při NPB nedoporučuje podávání opioidů nebo jiných analgetik, protože mohou změnit klinický obraz. Vědecká literatura však neuvádí žádné negativní dopady takovýchto změn.